# ČT1
ČT1, полное название Česká televize 1 (также известен как ČT Jedna и Jednička), — чешский общественный информационно-развлекательный телеканал. Входит в ČT.

## История
Первая телепрограмма Чехословацкого телевидения начала экспериментальное вещание на территории Чехословакии 1 мая 1953 из студии в Праге. Регулярная трансляция началась 25 февраля 1954. В 1970 году телеканал получил официальное название ČST1, а в 1975 году начал цветное вещание.
В 1990 году во время разделения страны телеканал был переименован в F1, а с 1 января 1993 отдельное вещание начали чешский телеканал ČT1 и словацкий STV1. Телеканал ČT1 стал первым телеканалом в истории независимой Чехии.

## ČT1 HD
Запущен 1 марта 2010 как правопреемник ČT HD. Транслирует телепрограммы и фильмы с канала ČT1 в высокой чёткости по технологии IPTV.